# Liga mistrů UEFA 2017/2018
Sezóna 2017/18 Ligy mistrů UEFA byla 63. ročníkem klubové soutěže pro nejlepší evropské fotbalové týmy a 26. od zavedení nového formátu.
Finálové utkání se konalo 26. května 2018 v hlavním městě Ukrajiny Kyjevě na stadionu jménem Národní sportovní komplex Olimpijskyj.

## Účastnická místa
Tohoto ročníku se účastnilo celkem 78 týmů z 54 členských zemí UEFA (výjimkou bylo Lichtenštejnsko, které neorganizovalo žádnou vlastní ligovou soutěž). Každá země měla přidělený počet míst podle koeficientů UEFA.

### Žebříček UEFA
Pro ročník 2017/18, byla asociacím přidělována místa podle koeficientů z roku 2017, které braly v úvahu jejich výkon v evropských soutěžích od sezóny 2011/12 až po ročník 2015/16.
Žebříček UEFA se používal k určení počtu zúčastněných týmů pro každou asociaci:
- 1.–3. místo umožňovalo asociaci mít v soutěži čtyři týmy.
- 4.–6. místo umožňovalo asociaci mít v soutěži tři týmy.
- 7.–15. místo umožňovalo asociaci mít v soutěži dva týmy.
- 16.–54. (s výjimkou Lichtenštejnska, které nemělo vlastní ligu), umožňovalo asociaci mít v soutěži jeden tým.
- Vítězové Ligy mistrů UEFA 2016/17 (Real Madrid) a Evropské ligy UEFA 2016/17 (Manchester United) byli v soutěži oprávněni startovat, pokud se nekvalifikovali přes jejich domácí ligu do Ligy mistrů UEFA 2017/18.

| #  | Asociace    | Koef.   | # týmů | Pozn.  |
| -- | ----------- | ------- | ------ | ------ |
| 1  | Španělsko   | 105.713 | 4      |        |
| 2  | Německo     | 80.177  | 4      |        |
| 3  | Anglie      | 76.284  | 4      | +1(EL) |
| 4  | Itálie      | 70.439  | 3      |        |
| 5  | Portugalsko | 53.082  | 3      |        |
| 6  | Francie     | 52.749  | 3      |        |
| 7  | Rusko       | 51.082  | 2      |        |
| 8  | Ukrajina    | 44.883  | 2      |        |
| 9  | Belgie      | 40.000  | 2      |        |
| 10 | Nizozemsko  | 35.563  | 2      |        |
| 11 | Turecko     | 34.600  | 2      |        |
| 12 | Švýcarsko   | 33.775  | 2      |        |
| 13 | Česko       | 32.925  | 2      |        |
| 14 | Řecko       | 29.700  | 2      |        |
| 15 | Rumunsko    | 25.383  | 2      |        |
| 16 | Rakousko    | 25.100  | 1      |        |
| 17 | Chorvatsko  | 23.875  | 1      |        |
| 18 | Polsko      | 22.500  | 1      |        |
| 19 | Kypr        | 22.175  | 1      |        |

| #  | Asociace        | Koef.  | # týmů | Pozn. |
| -- | --------------- | ------ | ------ | ----- |
| 20 | Bělorusko       | 20.000 | 1      |       |
| 21 | Švédsko         | 19.875 | 1      |       |
| 22 | Norsko          | 19.250 | 1      |       |
| 23 | Izrael          | 18.625 | 1      |       |
| 24 | Dánsko          | 18.600 | 1      |       |
| 25 | Skotsko         | 17.300 | 1      |       |
| 26 | Ázerbájdžán     | 14.875 | 1      |       |
| 27 | Srbsko          | 14.625 | 1      |       |
| 28 | Kazachstán      | 14.125 | 1      |       |
| 29 | Bulharsko       | 13.125 | 1      |       |
| 30 | Slovinsko       | 13.125 | 1      |       |
| 31 | Slovensko       | 12.000 | 1      |       |
| 32 | Lichtenštejnsko | 10.500 | 0      |       |
| 33 | Maďarsko        | 9.875  | 1      |       |
| 34 | Moldávie        | 9.125  | 1      |       |
| 35 | Island          | 8.750  | 1      |       |
| 36 | Gruzie          | 8.125  | 1      |       |
| 37 | Finsko          | 7.400  | 1      |       |

| #  | Asociace            | Koef. | # týmů | Pozn. |
| -- | ------------------- | ----- | ------ | ----- |
| 38 | Bosna a Hercegovina | 7.125 | 1      |       |
| 39 | Albánie             | 6.625 | 1      |       |
| 40 | Makedonie           | 6.000 | 1      |       |
| 41 | Irsko               | 5.450 | 1      |       |
| 42 | Lotyšsko            | 5.375 | 1      |       |
| 43 | Lucembursko         | 5.250 | 1      |       |
| 44 | Černá Hora          | 4.875 | 1      |       |
| 45 | Litva               | 4.625 | 1      |       |
| 46 | Severní Irsko       | 4.500 | 1      |       |
| 47 | Estonsko            | 4.250 | 1      |       |
| 48 | Arménie             | 4.125 | 1      |       |
| 49 | Faerské ostrovy     | 3.625 | 1      |       |
| 50 | Malta               | 3.583 | 1      |       |
| 51 | Wales               | 3.500 | 1      |       |
| 52 | Gibraltar           | 1.000 | 1      |       |
| 53 | Andorra             | 0.999 | 1      |       |
| 54 | San Marino          | 0.333 | 1      |       |
| 55 | Kosovo              | 0.000 | 1      |       |

### Počty týmů v jednotlivých kolech
|                           |                                     | Týmy vstupující do tohoto kola | Týmy postupující z předchozího kola                               |
| ------------------------- | ----------------------------------- | --- | ----------------------------------------------------------------- |
| 1. předkolo (10 týmů)     | 1. předkolo (10 týmů)               | - 10 ligových vítězů z asociací na 46.–55. místě |                                                                   |
| 2. předkolo (34 týmů)     | 2. předkolo (34 týmů)               | - 29 ligových vítězů z asociací na 16.–45. místě (kromě Lichtenštejnska)                                                                                               | - 5 vítězů z 1. předkola                                          |
| 3. předkolo               | Mistrovská část (větev) (20 týmů)   | - 3 ligoví vítězové z asociací na 13.–15. místě | - 17 vítězů z 2. předkola                                         |
| 3. předkolo               | Nemistrovská část (větev) (10 týmů) | - 9 vicemistrů z asociací na 7.–15. místě - 1 tým ze 3. místa asociace na 6. místě                                                                                     |                                                                   |
| 4. předkolo               | Mistrovská část (větev) (10 týmů)   | | - 10 vítězů z 3. předkola MČ                                      |
| 4. předkolo               | Nemistrovská část (větev) (10 týmů) | - 2 týmy ze 3. místa asociace na 4.–5. místě - 3 týmy ze 4. místa asociace na 1.–3. místě                                                                              | - 5 vítězů z 2. předkola NČ                                       |
| Skupinová fáze (32 týmů)  | Skupinová fáze (32 týmů)            | - 12 vítězů z asociací na 1.–12. místě - 6 vicemistrů z asociací na 1.–6. místě - 3 týmy ze 3. místa asociace na 1.–3. místě - Vítěz předchozího ročníku Evropské ligy | - 5 vítězů z 4. předkola MČ - 5 vítězů z 4. předkola NČ           |
| Vyřazovací fáze (16 týmů) | Vyřazovací fáze (16 týmů)           | | - 8 vítězů základních skupin - 8 týmů z 2. míst základních skupin |

## Předkola

### 1. předkolo
| Domácí v 1. zápase | Celkem | Hosté v 1. zápase | 1. zápas | 2. zápas |
| ------------------ | ------ | ----------------- | -------- | -------- |
| Alaškert           | 2–1    | FC Santa Coloma   | 1–0      | 1–1      |
| Víkingur           | 6–2    | Trepça '89        | 2–1      | 4–1      |
| Linfield           | 1–0    | La Fiorita        | 1–0      | 0–0      |
| Hibernians         | 3–0    | Infonet Tallinn   | 2–0      | 1–0      |
| The New Saints     | 4–3    | Europa F.C.       | 1–2      | 3–1      |

### 2. předkolo
| Domácí v 1. zápase | Celkem | Hosté v 1. zápase | 1. zápas | 2. zápas |
| ------------------ | ------ | ----------------- | -------- | -------- |
| BATE Borisov       | 4–2    | Alaškert          | 1–1      | 3–1      |
| FC Astana          | 2–1    | Spartaks Jūrmala  | 1–0      | 1–1      |
| Mariehamn          | 0–9    | Legia Varšava     | 0–3      | 0–6      |
| Zrinski Mostar     | 2–3    | NK Maribor        | 1–2      | 1–1      |
| Hafnafjarðar       | 3–1    | Víkingur          | 1–1      | 2–0      |
| Žilina             | 3–4    | FC Kodaň          | 1–3      | 2–1      |
| Malmö FF           | 2–4    | Vardar Skopje     | 1–1      | 1–3      |
| Linfield           | 0–6    | Celtic            | 0–2      | 0–4      |
| Dundalk            | 2–3    | Rosenborg         | 1–1      | 1–2 (pp) |
| Hapoel Beerševa    | 5–3    | Honvéd            | 3–2      | 2–1      |
| Žalgiris           | 3–5    | Ludogorets        | 2–1      | 1–4      |
| APOEL              | 2–0    | F91 Dudelange     | 1–0      | 1–0      |
| Hibernians         | 0–6    | Salcburk          | 0–3      | 0–3      |
| HNK Rijeka         | 7–1    | The New Saints    | 2–0      | 5–1      |
| Karabach           | 6–0    | Samtredia         | 5–0      | 1–0      |
| Sheriff Tiraspol   | 2–2 v  | FK Kukësi         | 1–0      | 1–2      |
| Partizan           | 2–0    | Budućnost         | 2–0      | 0–0      |

### 3. předkolo (mistrovská část)
| Domácí v 1. zápase | Celkem     | Hosté v 1. zápase | 1. zápas | 2. zápas   |
| ------------------ | ---------- | ----------------- | -------- | ---------- |
| Slavia Praha       | v2:2       | BATE Borisov      | 1:0      | 1:2        |
| FC Astana          | 3:2        | Legia Varšava     | 3:1      | 0:1        |
| NK Maribor         | 2:0        | Hafnafjarðar      | 1:0      | 1:0        |
| Vardar Skopje      | 2:4        | FC Kodaň          | 1:0      | 1:4        |
| Celtic             | 1:0        | Rosenborg         | 0:0      | 1:0        |
| Hapoel Beerševa    | v3:3       | Ludogorets        | 2:0      | 1:3        |
| Viitorul           | 1:4 prodl. | APOEL             | 1:0      | 0:4 prodl. |
| Salcburk           | v1:1       | HNK Rijeka        | 1:1      | 0:0        |
| Karabach           | 2:1        | Sheriff Tiraspol  | 0:0      | 2:1        |
| Partizan           | 3:5        | Olympiakos        | 1:3      | 2:2        |

### 3. předkolo (nemistrovská část)
| Domácí v 1. zápase | Celkem | Hosté v 1. zápase   | 1. zápas | 2. zápas |
| ------------------ | ------ | ------------------- | -------- | -------- |
| FCSB               | 6:3    | Viktoria Plzeň      | 2:2      | 4:1      |
| Nice               | v3:3   | Ajax Amsterdam      | 1:1      | 2:2      |
| Dynamo Kyjev       | v3:3   | Young Boys          | 3:1      | 0:2      |
| AEK Atény          | 0:3    | PFK CSKA Moskva     | 0:2      | 0:1      |
| Bruggy             | 3:5    | İstanbul Başakşehir | 3:3      | 0:2      |

### 4. předkolo (mistrovská část)
| Domácí v 1. zápase | Celkem | Hosté v 1. zápase | 1. zápas | 2. zápas |
| ------------------ | ------ | ----------------- | -------- | -------- |
| Karabach           | v2:2   | FC Kodaň          | 1:0      | 1:2      |
| APOEL              | 2:0    | Slavia Praha      | 2:0      | 0:0      |
| Olympiakos         | 3:1    | HNK Rijeka        | 2:1      | 1:0      |
| Celtic             | 8:4    | FC Astana         | 5:0      | 3:4      |
| Hapoel Beerševa    | 2:2v   | NK Maribor        | 2:1      | 0:1      |

### 4. předkolo (nemistrovská část)
| Domácí v 1. zápase  | Celkem | Hosté v 1. zápase | 1. zápas | 2. zápas |
| ------------------- | ------ | ----------------- | -------- | -------- |
| İstanbul Başakşehir | 3:4    | FC Sevilla        | 1:2      | 2:2      |
| Young Boys          | 0:3    | PFK CSKA Moskva   | 0:1      | 0:2      |
| Neapol              | 4:0    | Nice              | 2:0      | 2:0      |
| Hoffenheim          | 3:6    | Liverpool         | 1:2      | 2:4      |
| Sporting Lisabon    | 5:1    | FCSB              | 0:0      | 5:1      |

## Skupinová fáze

### Skupina A
| Tým               | Z | V | R | P | VG | IG | +/− | B  |
| ----------------- | - | - | - | - | -- | -- | --- | -- |
| Manchester United | 6 | 5 | 0 | 1 | 12 | 3  | +9  | 15 |
| Basilej           | 6 | 4 | 0 | 2 | 11 | 5  | +6  | 12 |
| CSKA Moskva       | 6 | 3 | 0 | 3 | 8  | 10 | −2  | 9  |
| Benfica           | 6 | 0 | 0 | 6 | 1  | 14 | −13 | 0  |

|                   | MANU | BAS | CSKA | BEN |
| ----------------- | ---- | --- | ---- | --- |
| Manchester United | —    | 3:0 | 2:1  | 2:0 |
| Basilej           | 1:0  | —   | 1:2  | 5:0 |
| CSKA Moskva       | 1:4  | 0:2 | —    | 2:0 |
| Benfica           | 0:1  | 0:2 | 1:2  | —   |

### Skupina B
| Tým                 | Z | V | R | P | VG | IG | +/− | B  |
| ------------------- | - | - | - | - | -- | -- | --- | -- |
| Paris Saint-Germain | 6 | 5 | 0 | 1 | 25 | 3  | +22 | 15 |
| Bayern              | 6 | 5 | 0 | 1 | 13 | 6  | +7  | 15 |
| Celtic              | 6 | 1 | 0 | 5 | 5  | 18 | −13 | 3  |
| Anderlecht          | 6 | 1 | 0 | 5 | 2  | 17 | −15 | 3  |

|                     | PSG | BAY | CEL | RSCA |
| ------------------- | --- | --- | --- | ---- |
| Paris Saint-Germain | —   | 3:0 | 7:1 | 5:0  |
| Bayern              | 3:1 | —   | 3:0 | 3:0  |
| Celtic              | 0:5 | 1:2 | —   | 0:1  |
| Anderlecht          | 0:4 | 1:2 | 0:3 | —    |

### Skupina C
| Tým             | Z | V | R | P | VG | IG | +/− | B  |
| --------------- | - | - | - | - | -- | -- | --- | -- |
| AS Řím          | 6 | 3 | 2 | 1 | 9  | 6  | +3  | 11 |
| Chelsea         | 6 | 3 | 2 | 1 | 16 | 8  | +8  | 11 |
| Atlético Madrid | 6 | 1 | 4 | 1 | 5  | 4  | +1  | 7  |
| Karabach        | 6 | 0 | 2 | 4 | 2  | 14 | −12 | 2  |

|                 | CHE | ROMA | ATM | QAR |
| --------------- | --- | ---- | --- | --- |
| Chelsea         | —   | 3:3  | 1:1 | 6:0 |
| AS Řím          | 3:0 | —    | 0:0 | 1:0 |
| Atlético Madrid | 1:2 | 2:0  | —   | 1:1 |
| Karabach        | 0:4 | 1:2  | 1:1 | —   |

### Skupina D
| Tým               | Z | V | R | P | VG | IG | +/− | B  |
| ----------------- | - | - | - | - | -- | -- | --- | -- |
| Barcelona         | 6 | 4 | 2 | 0 | 9  | 1  | +8  | 14 |
| Juventus          | 6 | 3 | 2 | 1 | 7  | 5  | +2  | 11 |
| Sporting Lisabon  | 6 | 2 | 1 | 3 | 8  | 9  | −1  | 7  |
| Olympiakos Pireus | 6 | 0 | 1 | 5 | 4  | 13 | −9  | 1  |

|                   | FCB | JUVE | SPL | OLY |
| ----------------- | --- | ---- | --- | --- |
| Barcelona         | —   | 3:0  | 2:0 | 3:1 |
| Juventus          | 0:0 | —    | 2:1 | 2:0 |
| Sporting Lisabon  | 0:1 | 1:1  | —   | 3:1 |
| Olympiakos Pireus | 0:0 | 0:2  | 1:2 | —   |

### Skupina E
| Tým            | Z | V | R | P | VG | IG | +/− | B  |
| -------------- | - | - | - | - | -- | -- | --- | -- |
| Liverpool      | 6 | 3 | 3 | 0 | 12 | 3  | +9  | 12 |
| Sevilla        | 6 | 2 | 3 | 1 | 11 | 5  | +6  | 9  |
| Spartak Moskva | 6 | 1 | 3 | 2 | 9  | 13 | −4  | 6  |
| Maribor        | 6 | 0 | 3 | 3 | 3  | 16 | −13 | 3  |

|                | LIV | SEV | SPM | MAR |
| -------------- | --- | --- | --- | --- |
| Liverpool      | —   | 2:2 | 7:0 | 3:0 |
| Sevilla        | 3:3 | —   | 2:1 | 3:0 |
| Spartak Moskva | 1:1 | 5:1 | —   | 1:1 |
| Maribor        | 0:7 | 1:1 | 1:1 | —   |

### Skupina F
| Tým             | Z | V | R | P | VG | IG | +/− | B  |
| --------------- | - | - | - | - | -- | -- | --- | -- |
| Manchester City | 6 | 5 | 0 | 1 | 14 | 5  | +9  | 15 |
| Šachtar Doněck  | 6 | 4 | 0 | 2 | 9  | 9  | 0   | 12 |
| Neapol          | 6 | 2 | 0 | 4 | 11 | 11 | 0   | 6  |
| Feyenoord       | 6 | 1 | 0 | 5 | 5  | 14 | −9  | 3  |

|                 | MANC | SHA | NAP | FEY |
| --------------- | ---- | --- | --- | --- |
| Manchester City | —    | 2:0 | 2:1 | 1:0 |
| Šachtar Doněck  | 2:1  | —   | 2:1 | 3:1 |
| Neapol          | 2:4  | 3:0 | —   | 3:1 |
| Feyenoord       | 0:4  | 1:2 | 2:1 | —   |

### Skupina G
| Tým       | Z | V | R | P | VG | IG | +/− | B  |
| --------- | - | - | - | - | -- | -- | --- | -- |
| Beşiktaş  | 6 | 4 | 2 | 0 | 11 | 5  | +6  | 14 |
| Porto     | 6 | 3 | 1 | 2 | 15 | 10 | +5  | 10 |
| RB Lipsko | 6 | 2 | 1 | 3 | 10 | 11 | −1  | 7  |
| AS Monaco | 6 | 0 | 2 | 4 | 6  | 16 | −10 | 2  |

|           | BJK | POR | RBL | ASM |
| --------- | --- | --- | --- | --- |
| Beşiktaş  | —   | 1:1 | 2:0 | 1:1 |
| Porto     | 1:3 | —   | 3:1 | 5:2 |
| RB Lipsko | 1:2 | 3:2 | —   | 1:1 |
| AS Monaco | 1:2 | 0:3 | 1:4 | —   |

### Skupina H
| Tým           | Z | V | R | P | VG | IG | +/− | B  |
| ------------- | - | - | - | - | -- | -- | --- | -- |
| Tottenham     | 6 | 5 | 1 | 0 | 15 | 4  | +11 | 16 |
| Real Madrid   | 6 | 4 | 1 | 1 | 17 | 7  | +10 | 13 |
| Dortmund      | 6 | 0 | 2 | 4 | 7  | 13 | −6  | 2  |
| APOEL Nikósie | 6 | 0 | 2 | 4 | 2  | 17 | −15 | 2  |

|               | TOT | RMA | DORT | APO |
| ------------- | --- | --- | ---- | --- |
| Tottenham     | —   | 3:1 | 3:1  | 3:0 |
| Real Madrid   | 1:1 | —   | 3:2  | 3:0 |
| Dortmund      | 1:2 | 1:3 | —    | 1:1 |
| APOEL Nikósie | 0:3 | 0:6 | 1:1  | —   |

## Vyřazovací fáze

### Osmifinále
Los se uskutečnil 11. prosince 2017. První zápasy byly na programu 13. a 14. nebo 20. a 21. února, odvety pak pro týmy z prvního termínu 6. a 7. března, týmy z druhého termínu 13. a 14. března 2018.
| Domácí v 1. zápase | Celkem  | Hosté v 1. zápase   | 1. zápas | 2. zápas |
| ------------------ | ------- | ------------------- | -------- | -------- |
| Juventus           | 4–3     | Tottenham Hotspur   | 2–2      | 2–1      |
| Basel              | 2–5     | Manchester City     | 0–4      | 2–1      |
| Porto              | 0–5     | Liverpool           | 0–5      | 0–0      |
| Sevilla            | 2–1     | Manchester United   | 0–0      | 2–1      |
| Real Madrid        | 5–2     | Paris Saint-Germain | 3–1      | 2–1      |
| Shakhtar Donetsk   | 2–2 (a) | Roma                | 2–1      | 0–1      |
| Chelsea            | 1–4     | Barcelona           | 1–1      | 0–3      |
| Bayern Munich      | 8–1     | Beşiktaş            | 5–0      | 3–1      |

### Čtvrtfinále
Losování čtvrtfinále proběhlo 16. března 2018. První zápasy byly na programu 3. a 4. dubna, odvety pak v termínu 10. a 11. dubna 2018.
| Domácí v 1. zápase | Celkem  | Hosté v 1. zápase | 1. zápas | 2. zápas |
| ------------------ | ------- | ----------------- | -------- | -------- |
| Barcelona          | 4–4 (a) | Roma              | 4–1      | 0–3      |
| Sevilla            | 1–2     | Bayern Munich     | 1–2      | 0–0      |
| Juventus           | 3–4     | Real Madrid       | 0–3      | 3–1      |
| Liverpool          | 5–1     | Manchester City   | 3–0      | 2–1      |

### Semifinále
Losování semifinále proběhlo 13. dubna 2018. První zápasy byly na programu 24. a 25. dubna, odvety pak v termínu 1. a 2. května 2018.
| Domácí v 1. zápase | Celkem | Hosté v 1. zápase | 1. zápas | 2. zápas |
| ------------------ | ------ | ----------------- | -------- | -------- |
| Bayern Munich      | 3–4    | Real Madrid       | 1–2      | 2–2      |
| Liverpool          | 7–6    | Roma              | 5–2      | 2–4      |

### Finále
Finálový zápas se odehrál 26. května 2018 na Národním sportovním komplexu Olimpijskyj v Kyjevě. Domácí tým (pro administrativní účely) byl určen po semifinálovém losu.
| 26. května 2018 20:45 SELČ |        |                |                                                                    |
| Real Madrid                | 3 : 1  | Liverpool F.C. | Olympijskyj, Kyjev diváci: 61 561 rozhodčí: Milorad Mažić (Srbsko) |
| Benzema 51' Bale 64' 83'   | Report | Mané 55'       | Olympijskyj, Kyjev diváci: 61 561 rozhodčí: Milorad Mažić (Srbsko) |